# Адаптивна антенна решітка
Адапти́вна анте́нна реші́тка (ААР) — тип антенної решітки, в якій динамічна зміна параметрів і характеристик здійснюється адаптивно до впливів зовнішніх або внутрішніх факторів. Як правило, таким чинником є наявність активних завад, за присутності яких можливість адаптації підвищує якість приймання сигналів
У зарубіжній літературі адаптивна антенна решітка називається англ. adaptive antenna array. Якщо адаптація діаграми спрямованості антенної решітки здійснюється за допомогою фазообертувачів мова йде про адаптивну фазовану антенну решітку. В цифрових антенних решітках (ЦАР) адаптація здійснюється шляхом вагової обробки цифрових масивів напруг сигналів по виходах аналого-цифрових перетворювачів (у приймальних ЦАР) або на входах цифро-аналогових перетворювачів (у передавальних ЦАР). Адаптивні цифрові антенні решітки за кордоном також іменують як smart antenna (розумна антена).
Головним недоліком адаптивних антенних решіток є наявність в них перехідного процесу, необхідного для завершення адаптації. Тому так зване мерехтіння рознесених у просторі джерел активних завад, яке здійснюється шляхом почергового їхнього вмикання на випромінювання на інтервал часу, що менше періоду адаптації діаграми спрямованості адаптивної антенної решітки, є досить ефективним методом, який позбавляє відповідні радіотехнічні системи завадозахисту[джерело?].

## Критерії адаптації
- максимум відношення сигнал/шум[1]
- мінімум потужності власних шумів на виході ААР[1]
- мінімум потужності залишків завад на виході ААР

## Аналіз і синтез ААР

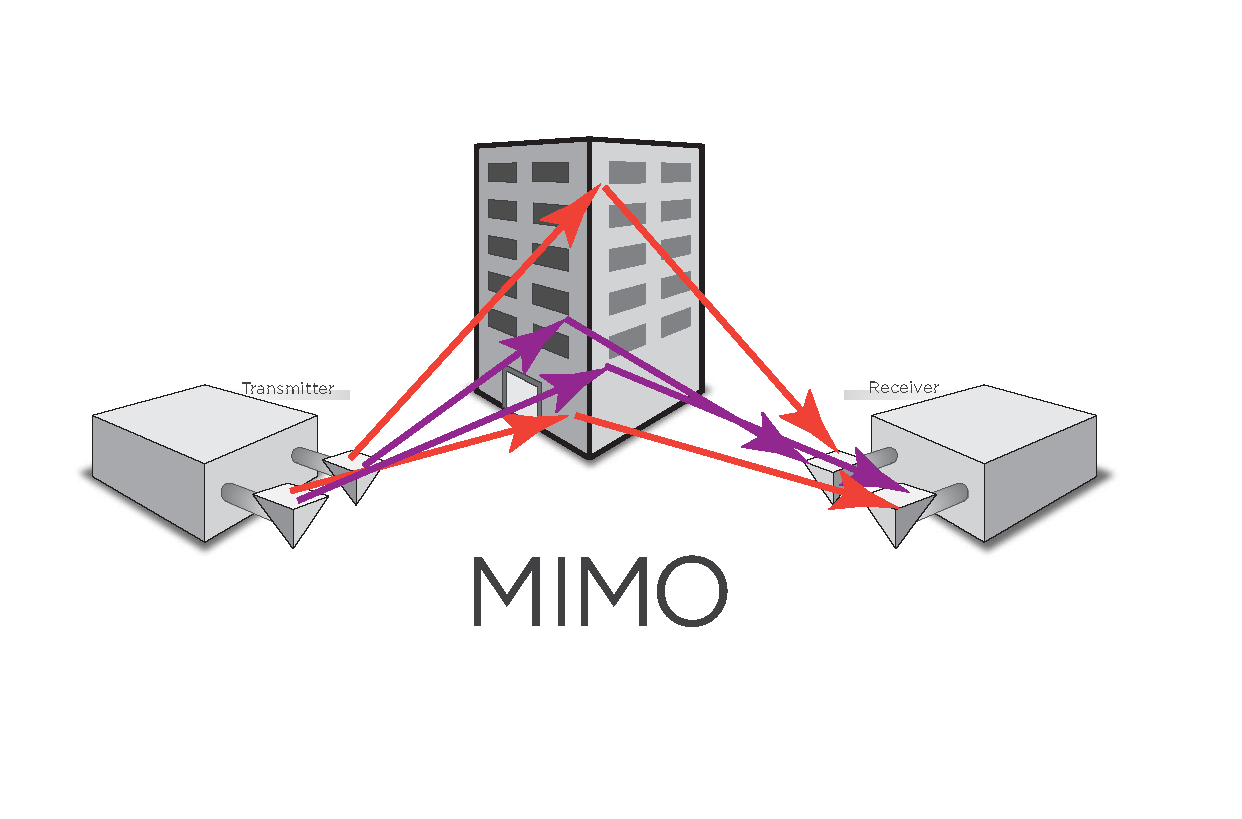
Система MIMO

Відомим напрямом синтезу адаптивних антен є застосування атомарних функцій.
В MIMO системах зв'язку, в яких ААР використовуються як на приймальній, так і на передавальній стороні, розвитком класичного підходу до синтезу ААР є адаптивна зміна кількості каналів у системі Massive MIMO в залежності від поточної завадової ситуації в ефірі, що забезпечується на основі кластеризації окремих груп антенних елементів цифрової антенної решітки у підрешітки.
Крім того, в адаптивних антенних решітках системи зв'язку можливе поєднання адаптації діаграми спрямованості з адаптацією інших параметрів системи, таких як захисний інтервал OFDM сигналу та ін.

## Способи рознесення сигналів, що використовуються в ААР
- просторове рознесення
- поляризаційне рознесення[джерело?]